# Deus É Brasileiro
Pour plus de détails, voir Fiche technique et Distribution.
Deus É Brasileiro est un film brésilien réalisé par Carlos Diegues, sorti en 2003. C'est l'adaptation du conte O Santo que não Acreditava em Deus de João Ubaldo Ribeiro.

## Synopsis
Dieu décide de prendre des vacances et va dans le Nordeste pour trouver un saint qui pourra le remplacer.

## Fiche technique
- Titre français : Deus É Brasileiro
- Réalisation : Carlos Diegues
- Scénario : João Emanuel Carneiro, Carlos Diegues, Renata Almeida Magalhães et João Ubaldo Ribeiro
- Pays d'origine : Brésil
- Format : Couleurs - 35 mm - 2,35:1 - Dolby Digital
- Genre : aventure, comédie
- Durée : 110 minutes
- Date de sortie : 2003

## Distribution
- Antônio Fagundes : Dieu
- Wagner Moura : Taoca
- Paloma Duarte : Madá
- Bruce Gomlevsky : Quinca das Mulas
- Stepan Nercessian : Baudelé
- Castrinho : Goró
- Hugo Carvana : Quincas Batalha
- Chico Assis : Cezão
- Thiago Farias : Messias
- Susana Werner : mademoiselle Agá
- Toni Garrido : São Pedro